# Pachnobia penthima
Pachnobia penthima là một loài bướm đêm trong họ Noctuidae.